# Haumea juddi
Haumea juddi är en musselart som beskrevs av Dall, Bartsch och Alfred Rehder 1938. Haumea juddi ingår i släktet Haumea och familjen kammusslor. Inga underarter finns listade i Catalogue of Life.